# Leonardo Posada
Leonardo Posada Pedraza (Bogotá, 19 de octubre de 1947 -  Barrancabermeja, 30 de agosto de 1986) fue un docente, político y líder social colombiano miembro de la Unión Patriótica.
Fue asesinado en agosto de 1986 por grupos paramilitares, en complicidad con agentes del Estado, convirtiéndose en el primer congresista asesinado de la Unión Patriótica, el partido político que nació en 1985 como resultado del primer acercamiento de paz entre el gobierno de Belisario Betancur y las FARC-EP.

## Trayectoria
Egresado de la Universidad Nacional de Colombia de la facultad de Ciencias de la Educación. Desde muy joven se vinculó a la política, militando en la Juventud Comunista (JUCO).  
Posteriormente se trasladó a Barrancabermeja, donde vivió en la década de los años 70 y 80 y donde fue concejal y un destacado líder social. Fue dirigente de la Coordinadora Popular de Barrancabermeja y después integró la bancada parlamentaria de la Unión Patriótica (UP), al ser elegido representante a la Cámara por Santander. 

## Asesinato
El 30 de agosto de 1986 fue asesinado por grupos paramilitares, en complicidad con agentes del Estado, truncándose la vida de este joven político y defensor de los intereses populares. El asesinato ocurrió pocos días antes de que Leonardo se radicara en Bogotá para ocupar la curul como representante a la Cámara por Santander. 
Leonardo Posada fue el primero de los militantes de la Unión Patriótica en ser asesinado, dando inicio al plan de exterminio de esta fuerza política de izquierda. En dos décadas de existencia, la UP fue víctima del asesinato de 2 candidatos presidenciales, ocho congresistas, setenta concejales, diputados y alcaldes, y más de tres mil militantes y simpatizantes.  Estos crímenes fueron declarados en 2014 por la Fiscalía General de la Nación como delitos de lesa humanidad, al concluir que se trataron de un plan de sectores políticos, en alianza con agentes de seguridad del Estado, narcotraficantes y paramilitares, para impedir el ascenso de movimientos de izquierda en la política colombiana.

## Homenajes y reconocimientos
- Para honrar su memoria, en el año 2004 el alcalde de Bogotá Luis Eduardo Garzón le otorgó la Orden Civil al Mérito “Ciudad de Bogotá” en el Grado de Cruz de Caballero. "Lucho" Garzón había vivido en Barrancabermeja y había tenido una estrecha amistad con Posada.[2]

- En la localidad de Bosa se creó el colegio distrital Leonardo Posada Pedraza.

- En la localidad de Suba se nombró al núcleo de la Unión de Jóvenes Patriotas "Leonardo Posada Pedraza", organización juvenil del partido Unión Patriótica (UP) en esta localidad.